# Хектор Казенаве
Хектор Казенаве (Монтевидео, 13. април 1914. — 27. септембар 1958.) био је француски фудбалер. Играо је за Пењарол, Дефенсор Спортинг Клуб и Сошо. Рођен у Уругвају, Казенаве је представљао француску фудбалску репрезентацију.
Рођен у Уругвају од француских родитеља, Казенаве је одиграо 8 утакмица за француску фудбалску репрезентацију и играо је на Светском првенству у фудбалу 1938. године.